# بمب‌گذاری اوت ۲۰۰۴ متروی مسکو
بمب‌گذاری اوت ۲۰۰۴ متروی مسکو (انگلیسی: August 2004 Moscow Metro bombing) در ۳۱ اوت ۲۰۰۴، زمانی رخ داد که یک زن انتحاری خودش را در خارج از ایستگاه مترو منفجر کرد و حداقل ۱۰ نفر را کشت و ۵۰ تن را زخمی کرد. تحقیقات رسمی به این نتیجه رسیدند که این گروه توسط همان گروه سازمان دهی شده‌است که عملیات بمب‌گذاری فوریه ۲۰۰۴ متروی مسکو را اجرا کرد، همچنین دو حمله تروریستی قبلی در ایستگاه‌های اتوبوس وورونژ، جنوب روسیه، در سال ۲۰۰۴. این کشته شدگان شامل بمب‌گذار و همدست وی کیپکایف، رئیس گروه ستیزه‌جوی اسلامی جماعت کراچی از جمهوری قره‌چای چرکس بودند، اما این بمب پیش از موعد در حالی که دو عامل بمب‌گذار در سرسرای ورودی ایستگاه مترو ایستاده بودند منفجر شد.